# Johannes Asen (Bibliothekar)
Johannes Asen (* 11. August 1882 in Elberfeld; † 8. Februar 1979 in Berlin-Lichterfelde) war ein deutscher Bibliothekar und Historiker. Er erlangte vor allem Bekanntheit als Verfasser des Professoren- und Dozentenverzeichnisses "Gesamtverzeichnis des Lehrkörpers der Berliner Universität, Band I: 1810–1945", Leipzig 1955.

## Leben
Er war der Sohn des Malermeisters Theodor Asen aus Elberfeld und dessen Ehefrau Dorothea geborene Fürth. Der Maler Carl Theodor Asen war sein älterer Bruder.
Nach dem ersten Unterricht in der Volksschule besuchte er die beiden Gymnasien in Elberfeld und Bonn, danach studierte Johannes Asen an den Universitäten Bonn und Berlin. In Bonn promovierte er im Jahre 1908 zum Dr. phil. Das Thema seiner Dissertation lautete Das Leprosenhaus Melaten bei Köln.
Als Volontär war Johannes Asen an der Universitäts-Bibliothek in Bonn tätig. Danach arbeitete er als Hilfsbibliothekar in Greifswald, an der Staatsbibliothek und war zuletzt an der Bibliothek der Humboldt-Universität zu Berlin tätig. Dort wurde er im Jahre 1920 zum Bibliotheksrat ernannt.
Johannes Asen war u. a. Mitglied der Gesellschaft für Rheinische Geschichtskunde und hatte sich u. a. auf Rheinische Geschichte spezialisiert.
1955 schied Johannes Asen aus dem aktiven Berufsleben aus und setzte sich im Westteil von Berlin zur Ruhe, wo er 1979 im 97. Lebensjahr starb.

## Schriften (Auswahl)
- Das Leprosenhaus Melaten bei Köln, Bonn, 1908.
- Geschichtliche und landeskundliche Literatur Pommerns 1913. Mit Nachträgen für 1912. In: Pommersche Jahrbücher, Greifswald, Verlag Julius Abel, 1914.
- Die Beginen in Köln. In: Annalen des Historischen Vereins für den Niederrhein 111 (1927), S. 81–180.
- Gotthold Naetebus. In: Zentralblatt für Bibliothekswesen, Bd. 52, 1935, S. 156–158.
- Gesamtverzeichnis des Lehrkörpers der Berliner Universität, Band I: 1810–1945, Leipzig 1955.